# Obelisco de Marconi
El Obelisco de Marconi, u Obelisco de EUR, es un obelisco de Roma, Italia, contado entre los más modernos de la ciudad junto con el Obelisco Novecento (de Arnaldo Pomodoro) y los obeliscos del Foro Itálico, Villa Torlonia y Villa Médici.
Obra del escultor Arturo Dazzi, dedicada al físico, inventor y senador Guglielmo Marconi.

## Historia
La obra fue encargada en 1939 por el Ministerio de Cultura Popular al escultor carrarano Arturo Dazzi para decorar la Piazza Imperiale (que, según el proyecto de la Exposición Universal de Roma de 1942, debería haber estado ubicada en el centro del barrio recién nacido) y para conmemorar al físico e inventor Guglielmo Marconi (quien había muerto 2 años antes).
Con la entrada de Italia en la Segunda Guerra Mundial en 1940, las obras se interrumpieron repentinamente, aunque Dazzi ya había completado los dos primeros registros, tallados en altorrelieve sobre mármol de Carrara. En 1951 se reanudaron las obras, a pesar de la intención del Ministerio de Obras Públicas, presidido por Salvatore Aldisio, de demoler la estructura.
En 1953, con motivo de una Exposición Agrícola celebrada en EUR, el escultor se negó a cubrir la estructura de hormigón armado con paneles temporales de yeso y, tras haber solicitado una financiación con vistas a los Juegos Olímpicos de Roma 1960, el monumento se concluyó e inauguró el 12 de diciembre de 1959.

## Descripción
La estructura del obelisco tiene forma de tronco de pirámide y está realizada en concreto armado revestido con 92 losas de mármol de Carrara, sobre las que se tallan los altos relieves, dispuestos en 4 hileras.
El obelisco está colocado en el centro de la plaza, hoy llamada Guglielmo Marconi; en el cantero verde que lo rodea.